# والدمار پابست
ارنست یولیوس والدمار پابست (۲۴ دسامبر ۱۸۸۰ در برلین - ۲۹ مه ۱۹۷۰ در دوسلدورف) یک نظامی و فعال سیاسی آلمانی بود، که در آلمان و اتریش با راستگرایان و ضد کمونیست‌ها همکاری می‌کرد. وی فرمانده شبه‌نظامیان راست‌گرای فرای‌کورپس بود و نقش اصلی در صدور دستور اعدام کارل  و رزا لوکزامبورگ در ژانویه ۱۹۱۹ و سرکوب انقلاب آلمان داشت. وی قبل از اخراج از اتریش در ساماندهی گروه‌های راست‌گرا در آن کشور نقش مؤثری داشت. پابست در محافل عمومی در دوره آلمان نازی چندان ظاهر نشد و با حکومت نازی همکاری چندانی نداشت.

## اوایل زندگی
پابست که فرزند مدیر یک موزه بود در برلین متولد شد. وی در آکادمی تربیت افسران ارتش پروس تحصیل کرد و در این آکادمی هم‌دوره فرانتس فون پاپن بود و در سال ۱۸۹۹ به عنوان افسر به خدمت مشغول شد.
در شروع جنگ جهانی اول، پابست عمدتاً در جبهه غربی بلژیک و به ویژه در نبرد وردون ، به خدمت مشغول شد. در سال ۱۹۱۶ از جبهه جنگ خارج شد و سپس به عضویت ستاد کل ارتش آلمان درآمد.

## عقاید ضد کمونیسم
به دستور ژنرال اریش لودندورف در اواخر جنگ در مارس سال ۱۹۱۸ پابست به هنگ سواره‌نظام‌های نگهبان ملحق شد. سپس به عنوان رئیس این هنگ، آن را از سواره نظام به پیاده‌نظام تبدیل کرد. هنگ پیاده‌نظام به عنوان سرسخت‌ترین مخالف انقلاب آلمان در آن زمان شناخته می‌شد.
پابست اولین بار در جریان شورش‌های کمونیست‌ها و چپگرایان مشهور شد. به عنوان فرمانده گارد پیاده‌نظام، پابست در اقداماتی مانند بازپس‌گیری ساختمان روزنامه حزب سوسیال دموکرات در ۱۱–۱۲ ژانویه ۱۹۱۹ نقش داشت. اقدامات وی باعث ارتقا شغلی وی به سمت رئیس ستاد کل ارتش و سپس فرماندهی دیوزیون اسب‌سواران شد که یک واحد مهم از شبه‌نظامیان فرای‌کورپس بود. تعهد پابست به این واحد نظامی، احساسات شدید ضد کمونیستی وی، بی‌اعتمادی عمومی وی به افسران فرمانده ارتش و این واقعیت که ژنرال فون هوفمان به دلیل بیماری قلب قادر به ادامه فعالیت نبود باعث شد که پابست در مرکز فعالیت‌های ارتش قرار بگیرد و رهبر بالفعلی برای آن بشود. او بلشویسم را یک خطر جهانی می‌دانست و در فعالیت‌های ضدانقلابی در سراسر آلمان شرکت می‌کرد. وی همچنین با مهاجران روسی همکاری می‌کرد و کمیته سیاسی ملی روسیه را به ریاست ژنرال واسیلی بیسکوپسکی تأسیس کرد.
این پابست بود که دستور اعدام رهبران انقلابی دستگیر شده در شورش ژانویه ۱۹۱۹ رزا لوکزامبورگ و کارل لیبکنشت را صادر کرد. او در مواردی بعدها با مباهات اعلام می‌کرد که «من آنها را اعدام کردم». در آن زمان، در گزارش رسمی او ادعا شد که او آنها را تحت بازداشت مورد محافظت قرار داده بود، اما یک گروه تندرو و خشمگین ضدانقلابی در بین شبه‌نظامیان زندانیان را ربوده بودند، داستانی که سپس به سرعت تکذیب شد. با این حال بعداً پابست ادعا می‌کند که قصد اولیه وی این بوده‌است که لیبکنخت را به دلیل آلمانی بودن در مقابل جوخه آتش اعدام کند اما لوکزامبورگ را به ضدانقلاب‌های خشمگین بسپارد تا او را در حد مرگ کتک بزنند زیرا لوکزامبورگ به عنوان یک یهودی شایسته چنین مرگی است. در نهایت هر دو قربانی مورد اصابت گلوله قرار گرفتند و کشته شدند.
برخی از افسران زیردست پابست، از جمله هورست فون پفلوگ-هارتونگ و کورت وگل به دلیل قتل رهبران کمونیست‌ها مورد پیگرد قضایی قرار گرفتند، هرچند که پابست موفق شد ویلهلم کاناریس متحدش را مسئول رسیدگی به پرونده افسران مظنون به قتل کند و در نتیجه سخت‌ترین مجازات صادر شده برای افسران اخراج از خدمت بود. کورت فوگل که شواهد پرتاب جسد لوکزامبورگ به کانال لندوهر را در اختیار داشت نیز به دو سال حبس محکوم شد. کلاوس گیتینگر در تحقیقی که روی دادگاه قاتلین رزا لوکزامبورگ انجام داد از مدارک بایگانی شده پابست استفاده کرد که در آرشیو فدرال نظامی آلمان نگهداری می‌شدند و به این نتیجه او در راس فرایند سرپوش گذاشتن بر قتل رهبران کمونیست‌ها بود. پابست خود هیچگاه به دادگاه نظامی فرا خوانده نشد.

## کودتای کاپ
پابست مدت کوتاهی آلمان را ترک کرد و به عنوان مشاور سرگرد آلفرد فلچر، فرمانده ارتش ایالتی بالتیک در لتونی به خدمت مشغول شد. با این حال او کمی بعد به آلمان بازگشت و در Nationale Vereinigung (اتحادیه ملی)، یک اندیشکده راست‌گرا که توسط ولفگانگ کاپ، اریش لودندورف و دیگران تشکیل شد، شرکت کرد و در توطئه این گروه برای ایجاد یک دیکتاتوری راست‌گرا نقش اساسی داشت. وی به عنوان دبیر و ناظر امور اداری در خدمت این گروه بود. در ژوئیه ۱۹۱۹ هنگامی که پایست متوجه شد که مافوقش ژنرال فون هوفمان قصد قدرت‌نمایی نظامی در برلین برای مقابله با شورش کمونیست‌ها را دارد کودتایی را طرح‌ریزی کرد. با این حال ژنرال مرکر که یکی دیگر از ژنرال‌ها ارتش بود، با دیدن حضور نیروهای ارتش در حومه برلین به توطئه کودتا پی‌برد و ژنرال فون هوفمان را متقاعد کرد که رژه نظامیان در برلین ایده خوبی نخواهد بود. با خنثی شدن این طرح، پابست و توطئه گران توجه خود را از ارتش آلمان برگردانده و به شبه‌نظامیان فرایکورپس معطوف کردند.
پابست در کودتای شکست خورده کاپ نقشی اساسی را ایفا کرده بود. به همین دلیل بلافاصله پس از شکست کودتا به‌عنوان پناهنده به مجارستان گریخت و به همکار سابق خود والتر فون لوتویتز پیوست. علی‌رغم شکست کودتا، پابست اغلب با افتخار از دخالت خود در این رویداد صحبت می‌کرد.

## اتریش
سرانجام پابست به اتریش رفت و در شهر اینسبروک اقامت گزید. در اتریش او باهایم وهر در تیرول ارتباط برقرار کرد و نقشی اساسی در اطمینان از وحدت رهبری دوگانه ریچارد استیدل و والتر پفریمر داشت. پابست در اتریش در سازماندهی و نظم بخشیدن به پیروان‌هایم وهر نقشی اساسی ایفا کرد. مهارت سازمانی وی به حدی بود که وقتی پس از فرار به اتریش خود را سرگرد اعلام کرد، در واحدهای‌هایم وهر به عنوان والدمار کبیر شناخته شد. وی در اول مه ۱۹۲۲ به سمت رئیس ستاد هایم‌وهر تیرول منصوب شد. در این نقش پابست توانست چندین گروه شبه نظامی راست‌گرای متفرق را تحت لوای واحدهایم وهر سازماندهی کند، اگرچه در نهایت در از بین بردن کامل اختلافات ناموفق بود. با این وجود پابست قادر به برقراری ارتباط با بنیتو موسولینی بود و توانست بودجه‌هایم وهر را توسط وی تأمین کند.
پابست در ابتدا به یوهان شوبر صدراعظم اتریش نزدیک بود و در سال ۱۹۲۹، هنگامی که پیشنهاد تغییر موقعیت هایموهر به عنوان یک حزب سیاسی طرفدار دولت را داد، توانست حمایت وی را جلب کرد. با این حال تلاش شوبر به تبدیل هایم‌وهر به یک نیروی میانه‌روی طرفدار دولت به زودی با چالش روبرو شد و او دستور اخراج پابست از اتریش به آلمان را صادر کرد. با برکناری پابست، شوبر ارنست رودیگر استارهمبرگ را به صدر هایم‌وهر منصوب کرد. آخرین ناموفق پابست در اتریش هنگامی بود که می‌کرد بودجه‌های پرداخت نشده هایم‌وهر را از موسولینی دریافت کند که با توجه به اخراجش از هایم‌وهر در این امر توفیقی نداشت و سرانجام به آلمان برگردانده شد.

## در اواخر زندگی
با بازگشت به آلمان، پابست به همراه افراد دیگری مانند فردریش مینو به عضویت انجمن مطالعات فاشیسم درآمد. در سال ۱۹۳۱ وی جزوه ای نوشت که در آن مانیفیستی را برای ایجاد یک «بین‌الملل سفید» تنظیم کرد. وی در این راستا خواستار جایگزینی ارزشهای آزادی، برابری، برادری با نظم جدیدی در سطح اروپا مبنی بر «تثلیث جدید: اقتدار، نظم، عدالت» شد. او رابطه مبهمی با حزب نازی داشت. بدون اینکه هیچگاه به این حزب بپیوندد یا در آن به فعالیت بپردازد، در پی ایجاد روابطی سه جانبه بین هایم‌وهر، ورماخت و دوستش والتر فانک بود. با این حال، این واقعیت که هایم‌وهر به دنبال اخراج پابست به شدت رو به زوال رفته بود، چنین تلاشهایی را با مشکل روبرو کرد. بعد از به قدرت رسیدن آدولف هیتلر، پابست با وی درمورد اوضاع اتریش صحبت کرده بود و هیتلر به او اطمینان داده بود که پس از در اختیار گرفتن آلمان، بیشتر تلاش خود را برای انتشار ایدئولوژی نازی در اتریش متمرکز خواهد کرد.
پابست بعد از کنار گذاشتن فعالیت‌های نظامی وارد دنیای صنعت شد و سرانجام مدیر شرکت راین‌متال در برلین شد. عدم فعالیت پابست در دوره نازی‌ها، با توجه به سابقه وی در جناح راست افراطی، باعث ایجاد سوءظن‌هایی در مورد نیات او شد و شایعاتی را ایجاد کرد مبنی بر اینکه او با ویلهلم کاناریس و چهره‌های مشابه در مقاومت آلمان در ارتباط است. چنین شایعاتی هرگز اثبات نشد، اما پابست مدت زیادی قبل از توطئه ۲۰ ژوئیه آلمان را ترک کرد، و گفته شده‌است که وی ممکن است از تلاش‌ها برای سوء قصد به جان آدولف هیتلر مطلع بوده باشد.
پابست که آلمان را ترک کرده بود، در سوئیس اقامت گزید. پس از جنگ جهانی دوم، پابست تا حدی وارد فعالیت‌های سیاسی شد و در هماهنگ‌کردن گروه‌های کوچک برادران نئو نازی نقش داشت او در سال ۱۹۵۵ به آلمان بازگشت و در دوسلدورف اقامت گزید و در گروه‌های کوچک راست‌افراطی همانند دویچه گمنشافت (اجتماع آلمانی) به فعالیت پرداخت. این گروه بعدها جزئی از حزب رایش آلمان شد. پابست در سال ۱۹۷۰ در ۸۹ سالگی در دوسلدورف درگذشت.